# 余繼登
余繼登（1544年—1600年），字世用，號雲衢，直隸河間府交河縣（今河北省泊頭市西交河）人，明朝政治人物。

## 生平
嘉靖四十三年（1564年），順天府鄉試第十五名。萬曆五年（1577年），登進士第三甲第二十五名。改翰林院庶吉士，授檢討，升翰林院修撰、右中允，充日講官。歷任少詹事兼侍讀學士，充正史副總裁，后掌翰林院、升任禮部右侍郎。萬曆二十六年（1598年）擔任禮部左侍郎。次年，后升任禮部尚書，請求罷免四川礦稅。因病去世，贈太子少保，諡文恪。

## 家族
曾祖父余誠，曾任閘官；祖父余信；父親余恩，曾任府經歷。前母褚氏；母陸氏。永感下。兄继清、继光、继先。

## 延伸阅读
[在维基数据编辑]
 《明史卷二百一十六》，出自《明史》